# Homoeomma simoni
Homoeomma simoni là một loài nhện trong họ Theraphosidae.
Loài này thuộc chi Homoeomma. Homoeomma simoni được Ilka Maria Fernandes Soares & Hélio Ferraz de Almeida Camargo miêu tả năm 1948.